# كلود نويل (ملاكم)
كلود نويل (بالإنجليزية: Claude Noel)‏ مواليد 22 أغسطس 1949 في توباغو، ترينيداد وتوباغو، هو ملاكم محترف من ترينيداد وتوباغو كان يصنف ضمن فئة الوزن الخفيف. حقق بطولة رابطة الملاكمة العالمية.

## إحصائيات
خاض خلال مسيرته 41 نزالا، فاز في 31 ولم يتعادل وخسر في 10. فاز بالضربة القاضية في 18 نزالا.

## روابط خارجية
- كلود نويل على موقع بوكس ريك (الإنجليزية) (registration required)